# Кедр сибірський (пам'ятка природи)
Кедр сибірський — ботанічна пам'ятка природи місцевого значення, об'єкт природно-заповідного фонду Сумської області.
Розташована у центрі села Полошки Глухівського району. Площа — 0,01 га. Статус надано рішенням Сумської обласної ради від 23.12.1981 р.
Охороняється дерево кедра сибірського віком близько 120 років, висотою 22 м та обхватом 2 м.